# Колосов, Николай Григорьевич (Герой Советского Союза)
Никола́й Григо́рьевич Ко́лосов (1914—1999) — капитан Советской Армии, участник Великой Отечественной войны, Герой Советского Союза (1945).

## Биография
Николай Колосов родился 19 декабря 1914 года в деревне Малое Рыжково (ныне — Кромской район Орловской области) в крестьянской семье. Русский. После окончания средней школы работал сначала инспектором по заготовкам, затем директором маслозавода. В 1935—1937 годах проходил службу в Рабоче-крестьянской Красной Армии. Член ВКП(б) с 1939 года. В июле 1941 года Колосов повторно был призван в армию. В 1942 году он окончил Брянское военно-политическое училище. С июня того же года — на фронтах Великой Отечественной войны. К январю 1945 года капитан Николай Колосов командовал батареей 385-го стрелкового полка 112-й стрелковой дивизии 13-й армии 1-го Украинского фронта. Отличился во время Висло-Одерской операции.
28 января 1945 года батарея Колосова под массированным вражеским огнём переправилась через Одер в районе населённого пункта Домбзен в 10 километрах к югу от Сцинавы и приняла активное участие в захвате и удержании плацдарма на его западном берегу, отразив большое количество вражеских контратак.
Указом Президиума Верховного Совета СССР от 10 апреля 1945 года за «умелое командование артиллерийской батареей и проявленные при этом мужество и героизм» капитан Николай Колосов был удостоен высокого звания Героя Советского Союза с вручением ордена Ленина и медали «Золотая Звезда» за номером 6095.
В августе 1946 года Колосов был уволен в запас. Проживал в Киеве. В 1955 году он окончил Высшую школу пищевой промышленности СССР, после чего работал генеральным директором ПО предприятий дрожжевой промышленности Украинской ССР.
Умер 20 февраля 1999 года, похоронен на Байковом кладбище Киева.
Был также награждён орденами Александра Невского, Отечественной войны 1-й и 2-й степеней, Красной Звезды, рядом медалей.